# Bořislav
Bořislav (en allemand : Boreslau) est une commune du district de Teplice, dans la région d'Ústí nad Labem, en République tchèque. Sa population s'élevait à 410 habitants en 2021.

## Géographie
Bořislav se trouve à 10 km au sud-est de Teplice, à 13 km au sud-ouest d'Ústí nad Labem et à 67 km au nord-ouest de Prague.
La commune est limitée par Rtyně nad Bílinou et Řehlovice au nord, par Žim à l'est, par Velemín au sud, et par Žalany à l'ouest.

## Histoire
La première mention écrite du village remonte à 1169.

## Galerie

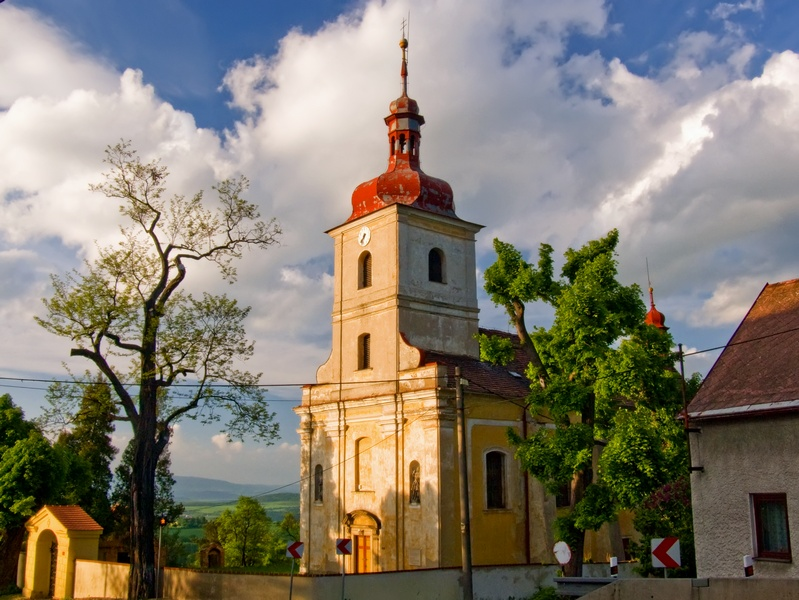
Église Sainte-Catherine.
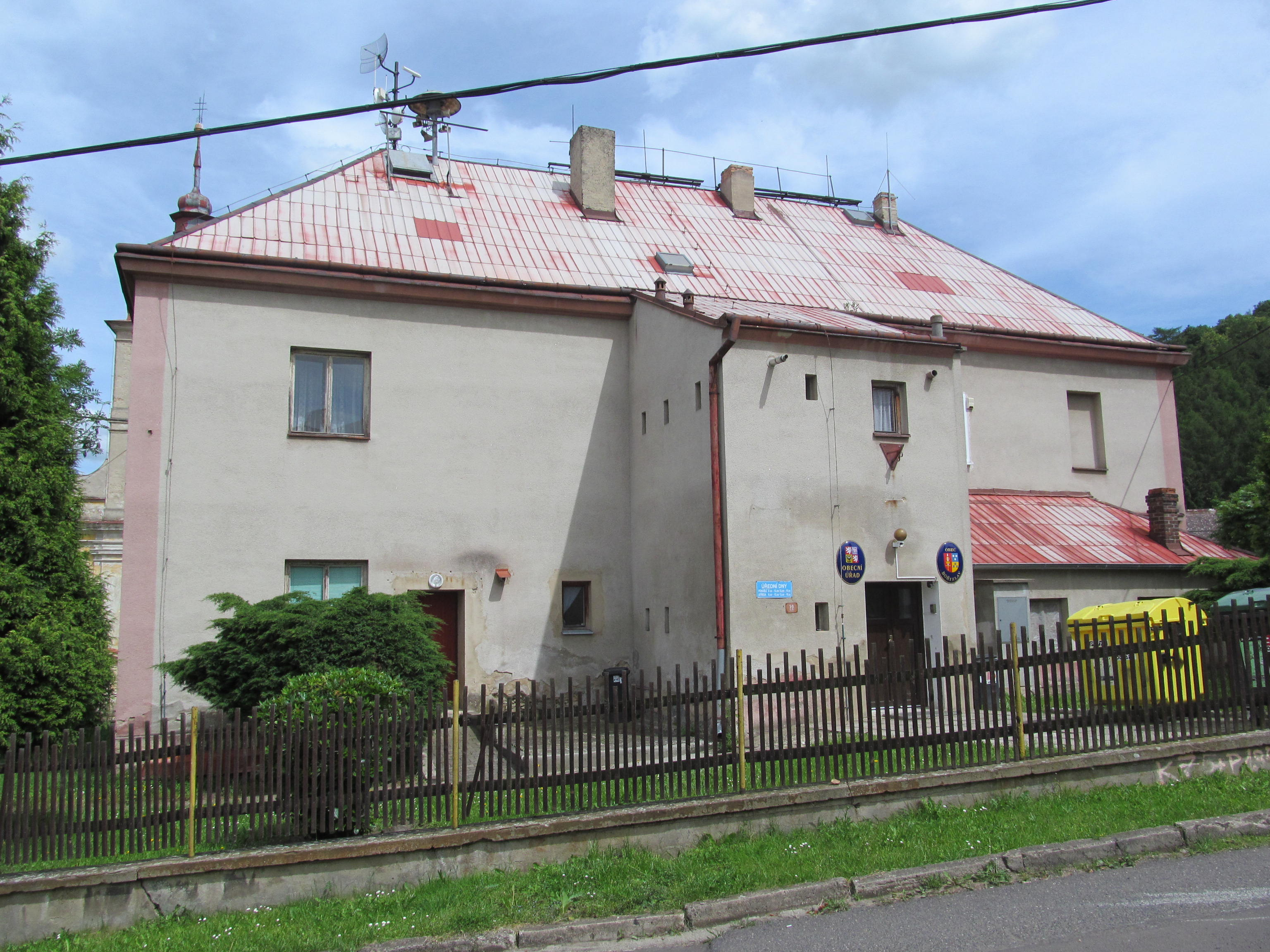
Mairie de Borislav.

## Transports
Par la route, Bořislav se trouve à 12 km de Teplice, à 17 km d'Ústí nad Labem et à 76 km de Prague.